# شناور گشتی

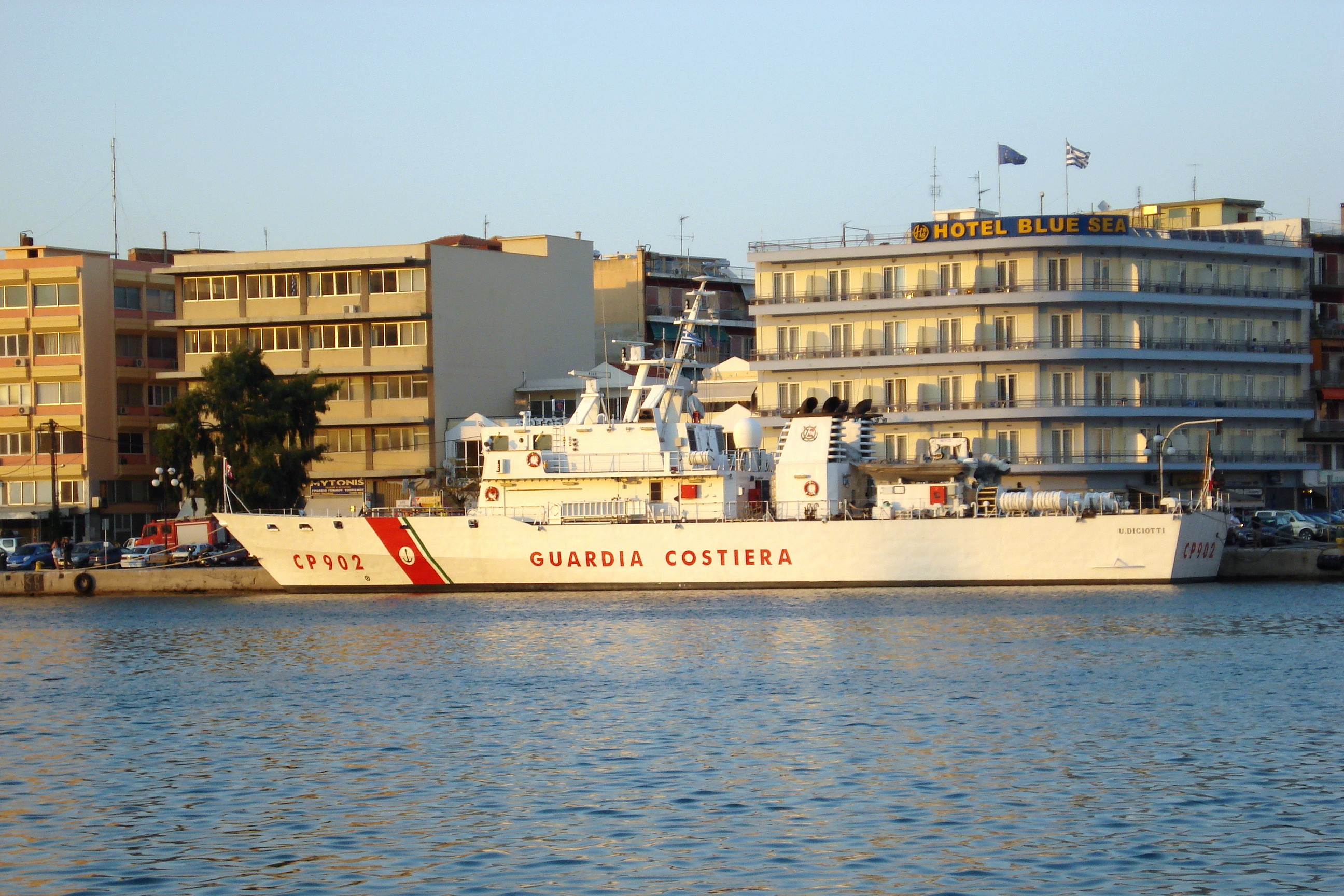
یک شناور گشتی گارد ساحلی ایتالیا در ساحل یونان

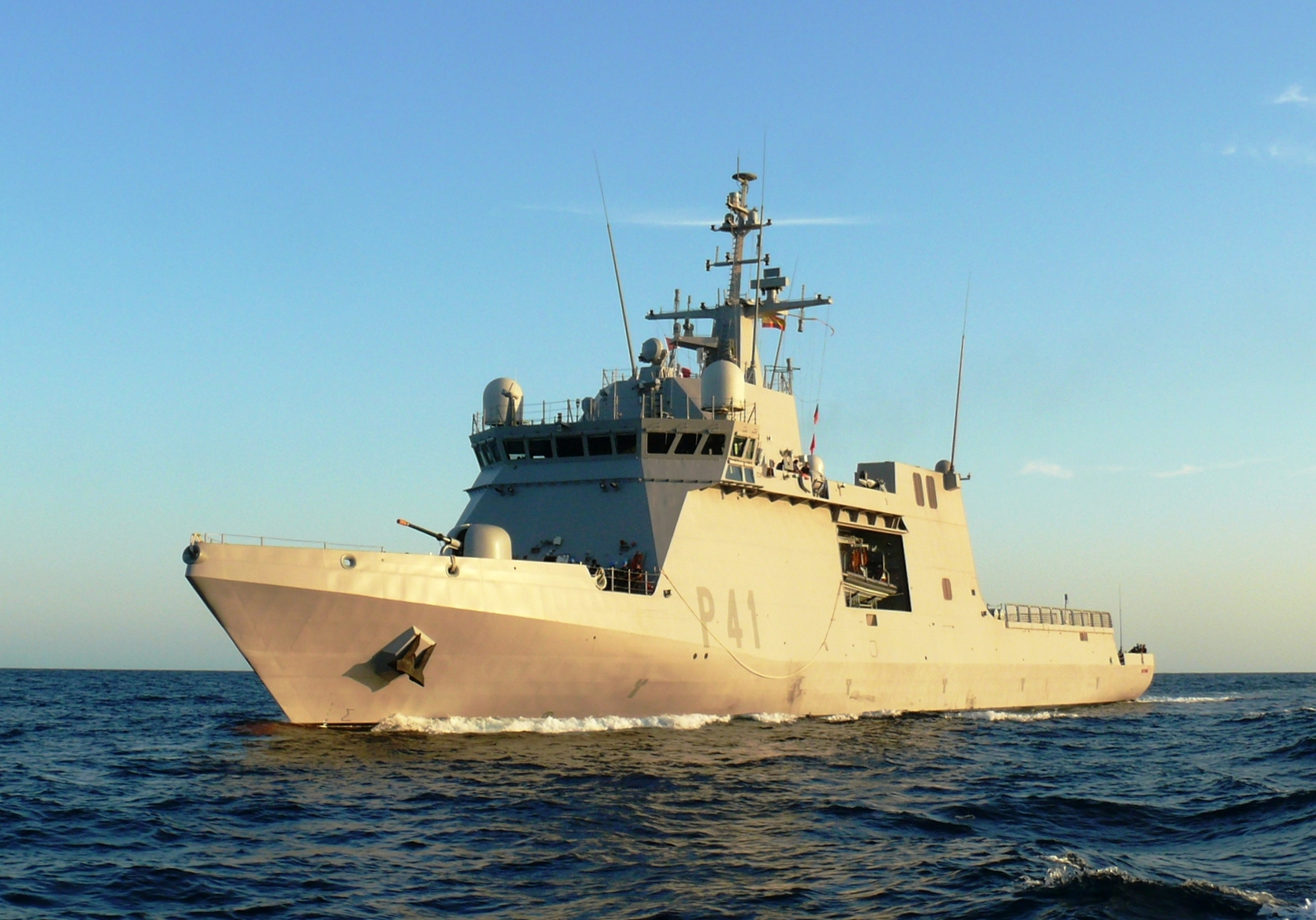
متیور پی۴۱ نیروی دریایی اسپانیا با ۲۵۰۰ تن وزن مسلح به یک توپ ۷۶ م‌م و برد ۱۶ کیلومتری از بزرگترین نمونه‌های شناور گشتی

شناور گشتی نوعی کشتی نظامی نسبتاً کوچک است که معمولاً برای وظایف دفاع ساحلی طراحی می‌شود. شناورهای گشتی در شکل‌های متنوع و با مشخصات و قابلیت‌های متفاوتی ساخته می‌شوند و ممکن است در نیروی دریایی، گارد ساحلی یا نیروی انتظامی یک کشور به کار گرفته شوند.
این شناورهای جنگی هم در محیط‌های دریایی و اقیانوسی و هم در محیط‌های رودخانه‌ای استفاده می‌شوند و معمولاً وظایفی چون مبارزه با قاچاق، مقابله با دزدی دریایی، نظارت بر ماهیگیری و جلوگیری از ورود مهاجران غیرقانونی را در مرزهای آبی یک کشور به اجرا درمی‌آورند. این شناورها در هنگام بروز حادثه برای عملیات‌های جستجو و نجات نیز فراخوانده می‌شوند.
شناورهای گشتی گاهی به دو دسته کلی شناورهای درون‌ساحلی (inshore) و شناورهای فراساحلی (offshore) تقسیم می‌شوند که البته مرز دقیقی میان این دو دسته وجود ندارد. اندازه شناورهای گشتی معمولاً کوچکتر از ناوچه‌های سبک است اما برخی از آن‌ها به اندازه یک ناوچه هستند. شناورهای گشتی فراساحلی از شناورهای درون‌ساحلی بزرگتر هستند اما معمولاً در مقایسه با بقیه شناورهای ناوگان نیروی دریایی یک کشور که توانایی اقیانوس‌پیمایی را دارند، کوچکتر هستند.
در ارتش‌های بزرگ دریایی مثل ایالات متحده شناورهای گشتی فراساحلی در گارد ساحلی خدمت می‌کنند اما در بیشتر کشورها این شناورها در نیروی دریایی به کار گرفته می‌شوند. قایق‌های موشک‌انداز و شناورهای اژدرانداز دو کلاس تقریباً شبیه به شناور گشتی فراساحلی هستند با این تفاوت که این دو دسته به عنوان شناورهای جنگی از قابلیت تهاجمی بالاتری برخوردارند.

## تاریخچه

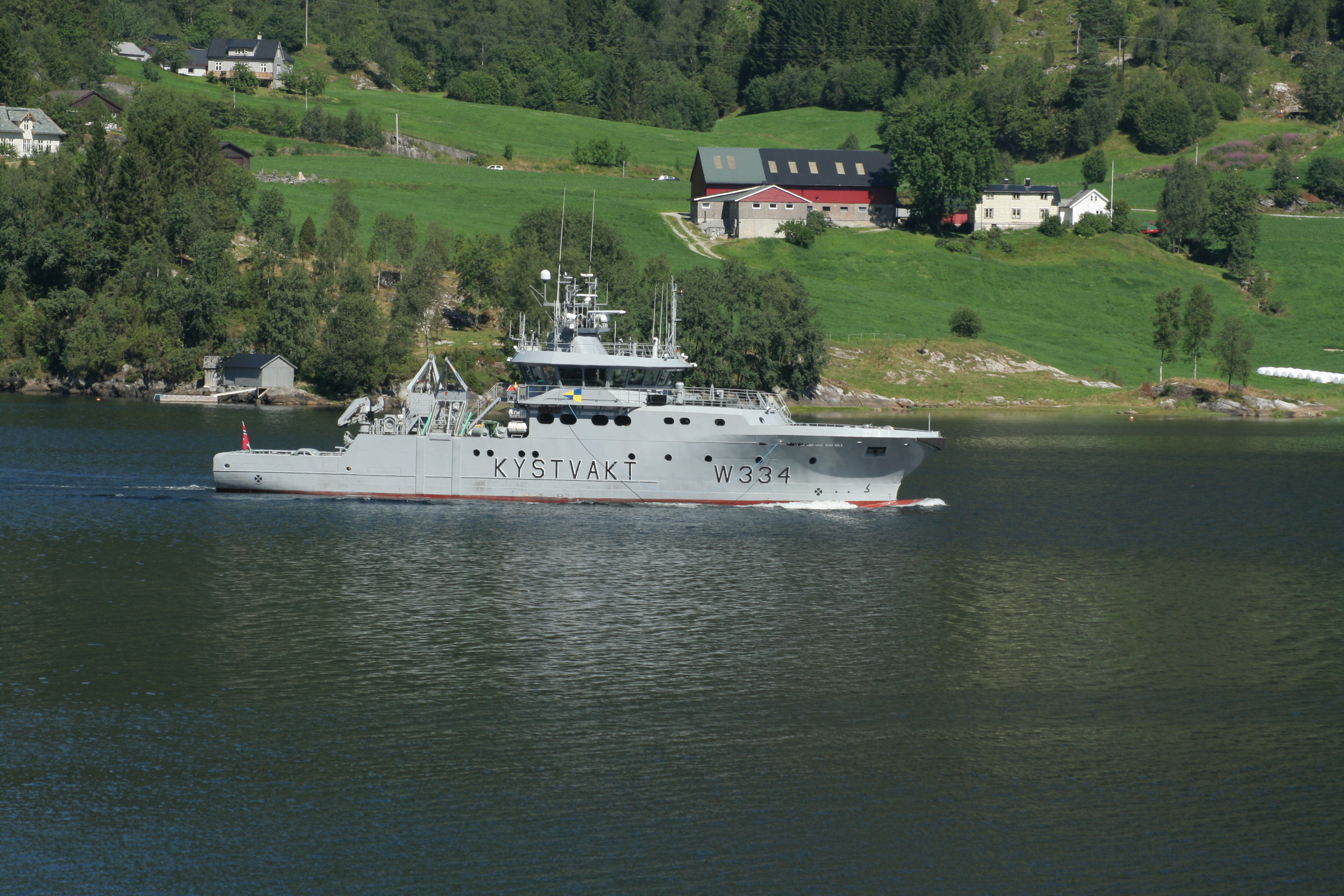
یک شناور گشتی گارد ساحلی نروژ

در هر دو جنگ جهانی تمامی طرف‌های درگیر به سرعت تعداد زیادی شناور گشتی را ساختند و حتی تعدادی از قایق‌های موتوری و قایق‌های ماهیگیری را به تیربار و سلاح‌های از رده خارج کشتی‌های جنگی مسلح کرده و آن‌ها را به صورت شناورهای گشتی موقتی درآوردند.
امروزه نیز بعضی از شناورهای گشتی مدرن بر مبنای شناورهای ماهیگیری و تفریحی طراحی شده‌اند. سلاح اصلی این شناورهای جنگی معمولاً یک توپ مسلسل کالیبر متوسط تک‌لول به همراه چند سلاح ثانویه مثل چند تیربار ۷٫۶۲ یا ۱۲٫۷ م‌م یا یک سیستم دفاع نزدیک دریایی است و ممکن است با توجه به نوع ماموریت‌هایی که قرار است اجرا کنند، به حسگرها و سیستم‌های کنترل آتش پیچیده نیز مجهز شوند تا توانایی حمل و استفاده مؤثر از سلاح‌هایی چون اژدرها، و موشک‌های ضدکشتی و سطح‌به‌هوا را هم داشته باشند.
نمونه‌های مدرن شناورهای گشتی معمولاً از پیشرانه‌های ترکیبی دیزلی - توربین گاز بهره می‌برند و انواع بزرگ آن‌ها حتی به سکوی پرواز هلیکوپتر هم مجهز هستند. چنین شناورهایی در زمان وقوع جنگ نیز می‌توانند از کشتی‌های جنگی بزرگتر نیز حمایت کنند.